# Kristallkulan (Humanisterna)
Kristallkulan är ett pris som instiftades av Humanisterna år 2005[källa behövs] i syfte att motverka pseudovetenskap. Priset om 100 000 kronor tilldelas den som kan demonstrera någon paranormal eller övernaturlig förmåga som saknar vetenskaplig förklaring. Förutsättningen är att fenomenet kan demonstreras under tillfredsställande kontrollerade testformer. Priset är inspirerat av James Randis Pigasus Award.[källa behövs]

## Personer som testats i Kristallkulan
- Ylva Trollstierna (Skulle haft 12 av 15 rätt för att lyckas, men fick noll rätt)[2]